# ケープタウン

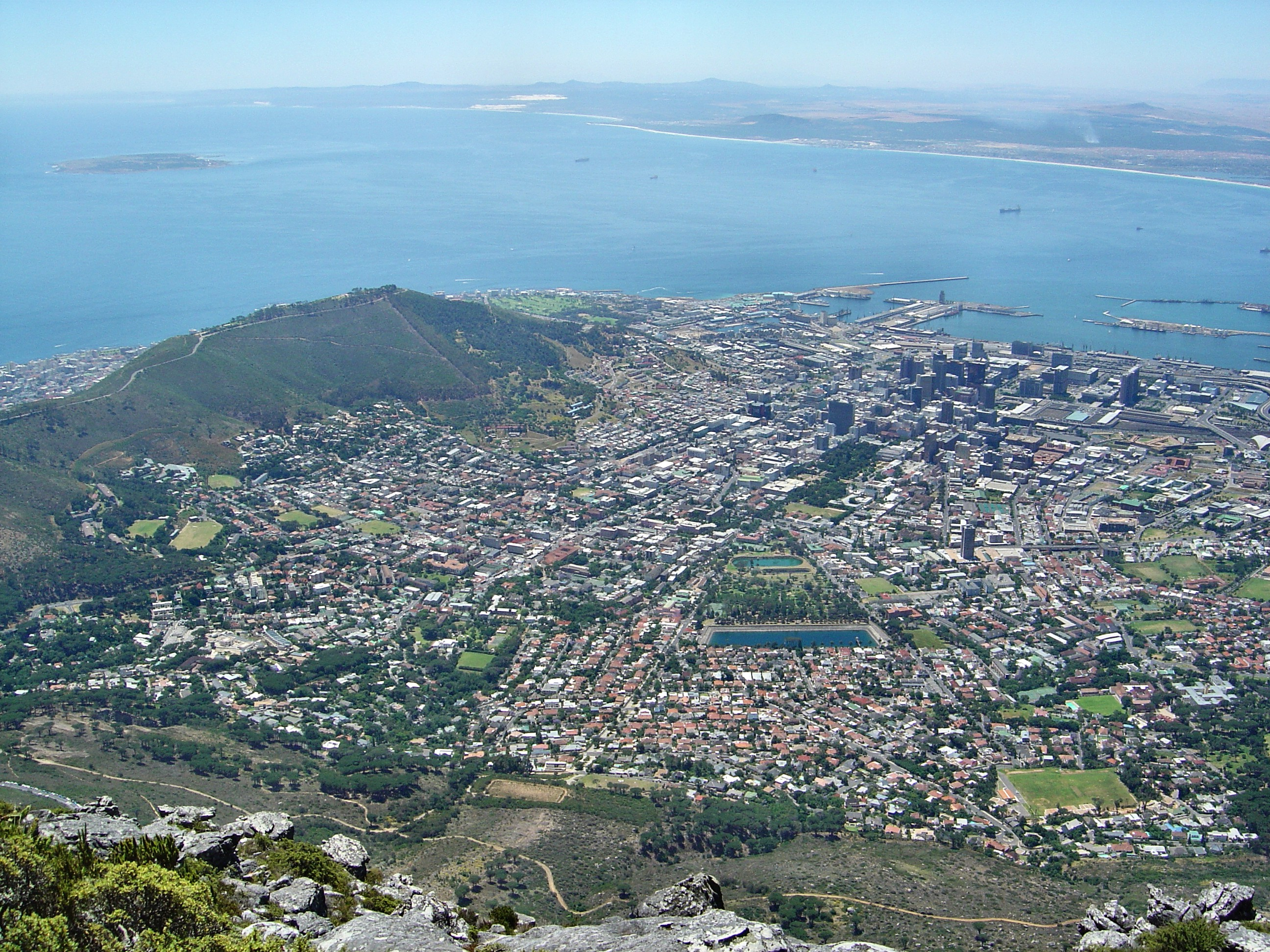
市街風景

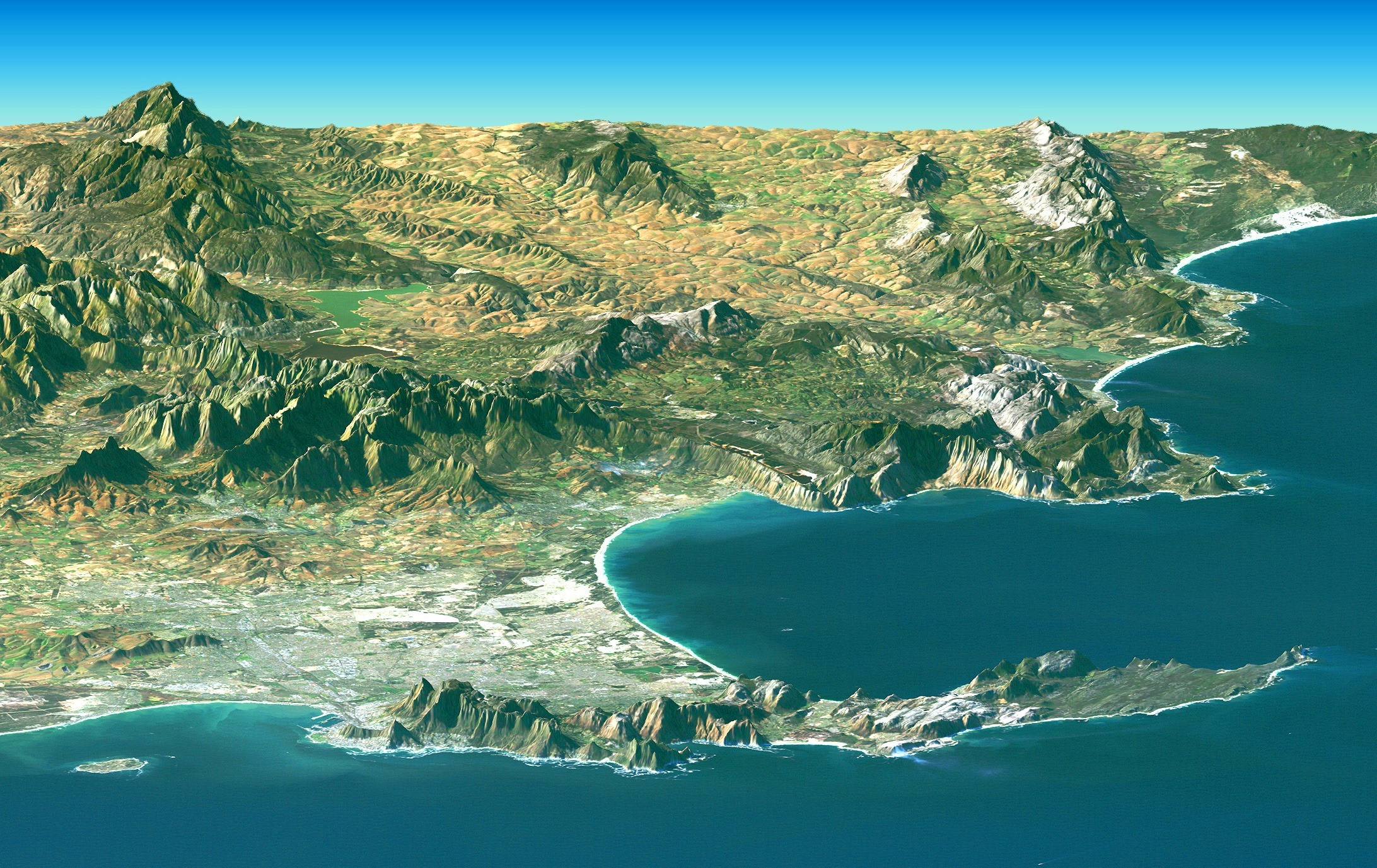
ケープ岬（衛星画像より作成）

ケープタウン（英語: Cape Town、アフリカーンス語: Kaapstad、コサ語: IKapa）は、南アフリカ共和国西ケープ州に位置する都市（都市圏）である。立法府所在地で、同州の州都。アフリカ有数の世界都市である。

## 概要
テーブル湾に面する同市はその港が有名であるとともに、世界的に有名なテーブルマウンテンや喜望峰などを含んだケープ草原(en:Cape floral kingdom)のなかにある。
ケープタウンはもともと東アフリカ・インド・東アジア貿易に携わるオランダ船の食料基地として建設されており、それはスエズ運河が1869年に建設される200年以上も前のことであった。ヤン・ファン・リーベックが1652年4月6日に到着して南アフリカで初めてのヨーロッパ植民地を設立するのであるが、ケープタウンは急速に成長してヨーロッパ初の前哨基地（キャッスル・オブ・グッドホープ）という元々の目的を超えてしまった。ヨハネスブルグやダーバンが成長するまでは南アフリカ最大の都市であったのである。また南アフリカに初めて白人が入植した土地であり、のちの内陸部へのすべての開拓の起点ともなった。そのため、南アフリカの白人からは「マザー・シティー」（母なる都市）との愛称で呼ばれる。
2001年の南アフリカの国勢調査によれば、ケープタウン大都市圏は295万人の人口を持ち、 面積は2499平方キロメートルで南アフリカの他の都市よりも大きい。この結果、人口密度は比較的低くなり1平方キロメートルあたり1158人である。ケープタウンはフランスのニースやイスラエルのハイファと姉妹都市となっている。ケープタウン市内人口は2011年国勢調査によると、433,688人となっている。周辺地域と合わせた大都市圏人口は3,740,026人。

## 歴史

### 創設
ヴァスコ・ダ・ガマが1498年に喜望峰回りの欧印航路を開発して以降、この地方は欧州と東洋とを結ぶ主要航路となっていたが、喜望峰沖は航海上の難所であるにもかかわらず、ポルトガル領のルアンダとソファラ間には補給港がなく、交通の障壁となっていた。このため、オランダの東インド会社がこの地域への補給港建設を計画し、同社に所属していたヤン・ファン・リーベックが1652年にテーブル湾南岸の、現在のケープタウン中心部に入植し、ケープタウン市を建設した。
ケープタウン周辺では熱帯原産のバントゥー系の主食作物は生育できなかったため、この地方に居住していたのは牧畜民であるコイコイ人だった。彼らは食料生産力が低いため人口が少なく戦闘力も低かったため、入植者たちにすぐに追われ、ケープタウンは安全に成長することができるようになった。この地への入植を決定した東インド会社首脳部は、この地に補給港以上のものをつくろうとは考えておらず、利益を考慮しない代わりに損害も少なくするため、できる限り放任する姿勢をとった。入植者たちの一部は自由農民となり、ケープタウン及びその周辺で農耕や牧畜を開始した。入植者は会社によって1707年までは無料で輸送され、次々とこの地に入植していった。入植者たちにはオランダ人のほか、ナントの勅令の廃止によってフランスを追われたユグノーたちもおり、彼らはケープタウン近郊に入植してワイン作りを始めた。1679年には第10代ケープ植民地総督シモン・ファン・デル・ステルが内陸部のステレンボッシュに居留地を作り、以後ケープ植民地はケープタウン市のみの植民地から面的な広がりを持つようになった。
18世紀には、ケープタウンは補給基地の枠を超えて成長を続けるようになった。ケープタウンの港には欧印航路の商船が立ちよるようになり、彼らを相手とする商人層が成長し、一部のものは富を蓄え富裕層となっていった。農民は独立自営農民として各地に巨大な農園を構え、奴隷を使用しながら大規模農業を営むようになった。この2者と商船を顧客とする職人層も出現した。農民層の一部はケープタウン市から遠くはなれた内陸部で牧畜を営むようになり、トレックボーアと呼ばれるようになったが、彼らの生産品はケープタウンで売られ、必需品もケープタウン商人が供給しており、ケープタウン経済から独立した存在ではなかった。18世紀末にはケープタウンの世帯数は1100戸に達していた。1778年には富を蓄えた都市商人と農民層がオランダ本国に代表団を送って政治的代表権と貿易の自由を要求したが、黙殺された。

### 英領ケープ植民地
1795年、フランス革命の余波を受けイギリス艦隊がケープタウンに上陸し、ケープはイギリスの占領下に置かれた。1803年にはアミアンの和約によってオランダ連邦共和国の後継国家であるバタヴィア共和国がケープ植民地の支配権を取り戻したが、1806年1月には再びイギリス軍がケープを占領し、1815年のウィーン議定書によってケープタウンは正式にイギリス領となった。
イギリス領となっても、ケープ植民地の首都及び中心がケープタウンにおかれたことに変わりはなかった。
1820年にはイギリス人の移民が始まったものの、ケープタウンにおいてもケープ植民地全体においても、イギリス系はオランダ系ボーア人の人口を越えることはなかった。1833年の奴隷解放によって東ケープのトレックボーアたちは不満を募らせ、やがてグレート・トレックを引き起こすが、ケープタウンはすでに商工業を中心とした社会となっており、グレート・トレックへの参加者はほとんどいなかった。
グレート・トレックによって内陸部にオレンジ自由国及びトランスヴァール共和国が成立すると、イギリス本国はケープ植民地の政治的自立性をある程度認める政策をとるようになり、1854年にはケープタウンにケープ植民地議会が開設された。この議会は制限選挙制であったが人種制限はなく、これによって一部の黒人及びカラードは1956年まで選挙権を保持することに成功した。植民地政府は同時に経済開発を進め、ケープタウンに電信や郵便が整備され、ステレンボッシュやケープ半島南部への鉄道も開通した。1865年には、ケープタウンの人口は28000人に達していた。
1886年、トランスヴァールのヨハネスブルグで金が発見されると、ケープタウンは当初は鉄道によってヨハネスブルグからの金の輸出を独占していたものの、やがてヨハネスブルグにはナタール州のダーバンからの鉄道が到達し、さらにトランスヴァール政府がポルトガル領ロレンソ・マルケス（現マプト）へのデラゴア湾鉄道を建設したことから輸送ルートが変化した。この輸送ルート問題は、やがてボーア戦争の引き金の一つとなった。

### 南アフリカ時代
1902年にボーア戦争が終結したのち、イギリス領となった4植民地に大同団結の動きが起き、やがて1910年にはイギリスの自治領である南アフリカ連邦が成立すると、ケープタウンには南アフリカ連邦の議会が設置された。しかし諸州の兼ね合いにより、行政首都は旧トランスヴァールの首都であるプレトリアに、司法首都は旧オレンジ自由国の首都であるブルームフォンテーンに置かれることとなった。これは、ケープタウンの地位を相対的に低下させる一因となった。金鉱発見以後も沸き立つ経済によって、ヨハネスブルグの経済はケープタウンをしのぐようになり、プレトリア・ウィットウォータースランド（ヨハネスブルグ）・フェリーニヒング経済圏（現ハウテン州）はケープタウン経済圏を抜いて南アフリカの経済の中心となった。しかし、ケープタウンの重要性は保持された。
ケープタウン港が良港であるため、古くから船舶、艦船の補給、休養ポイントになっていたが、1960年代に入り遠洋漁業が盛んになると各国の漁船も加わり知名度と国際色が高まった。一方で、1969年には日本人船員と中国人船員ら80人以上が繁華街で乱闘になり、4人以上が死亡、多数が負傷する事件も発生している。
アパルトヘイト廃止運動の中心人物であり、1994年に黒人初の南アフリカ共和国大統領になったネルソン・マンデラは、ケープタウン沖合いにあるロベン島の刑務所に1964年から1990年までの27年間収監されていた。釈放後、最初の記念演説はケープタウン市役所のバルコニーにておこなわれ、10万人の聴衆を集めた。

## 地理

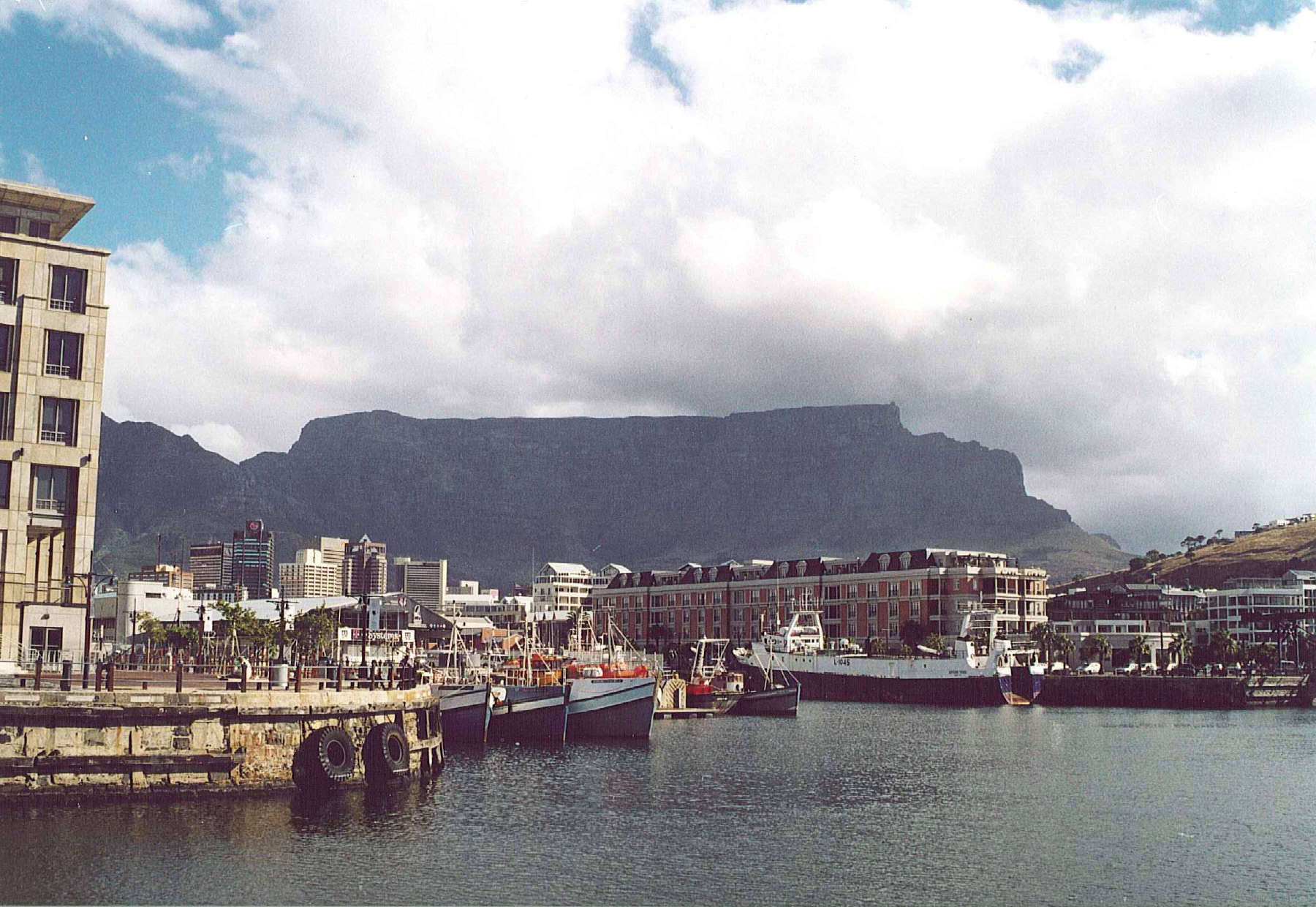
テーブルマウンテン

ケープタウンの中心はケープ半島の北の端に位置し、テーブル湾に面した地区である。この地区は北をテーブル湾、西をシグナル・ヒルとライオンズ・ヘッド、南をテーブルマウンテン、東をデビルスピークといった山々に囲まれほぼ円形をしており、その形からシティ・ボウルと呼ばれている。目抜き通りはシティ・ボウルを南北に貫くアダレー・ストリートであり、ケープタウン駅や南アフリカ国会議事堂、南アフリカ博物館やカンパニー・ガーデンズといった観光名所も多くある。ケープタウン駅の南には、ケープタウンの基点となったキャッスル・オブ・グッドホープがそびえる。中心部の北側にある旧港地区は近年再開発がおこなわれ、ビクトリア&アルフレッド・ウォーター・フロントとして観光の目玉となっている。その北はグリーン・ポイントと呼ばれ、ケープタウン・スタジアムやゴルフ場などがあるスポーツ・レクリエーション中心のエリアである。
ケープタウンよりシグナル・ヒルをはさんで西に位置し、大西洋に面するシーポイント地区を中心とする北西部一帯は白人が多く、高級住宅街となっている。
市街地の背後に見事にそそり立つテーブルマウンテンは1000メートル以上の高さを持ち、ほぼ垂直の崖で取り囲まれている。この山にときおり薄い雲がかかったりすると、その外観から「テーブルクロス」などと呼ばれることもある。ケープの気候は変わりやすいため、テーブルクロスのかかっていないテーブルマウンテンはめずらしいほどである。この半島を背骨として貫く山脈が大西洋の中を南に張り出し喜望峰となっている。ケープタウンの中にある300mを越える頂(いただき)は70以上。ケープタウンの多くの郊外住宅地区は半島と本土を結ぶケープ・フラッツにある。ケープ・フラッツは海底が隆起して出来た陸地であり、大方は砂っぽい地質である。テーブルマウンテンはかつては島だったことになる。ケープ・フラッツはアパルトヘイト時代に市中心部の第6地区（ディストリクト・シックス）から強制移住させられたカラードたちの居住区であり、現在でも低所得者層の居住地となっている。近年では東から流入してきたコーサ人が優勢な地区となっている。

## 気候

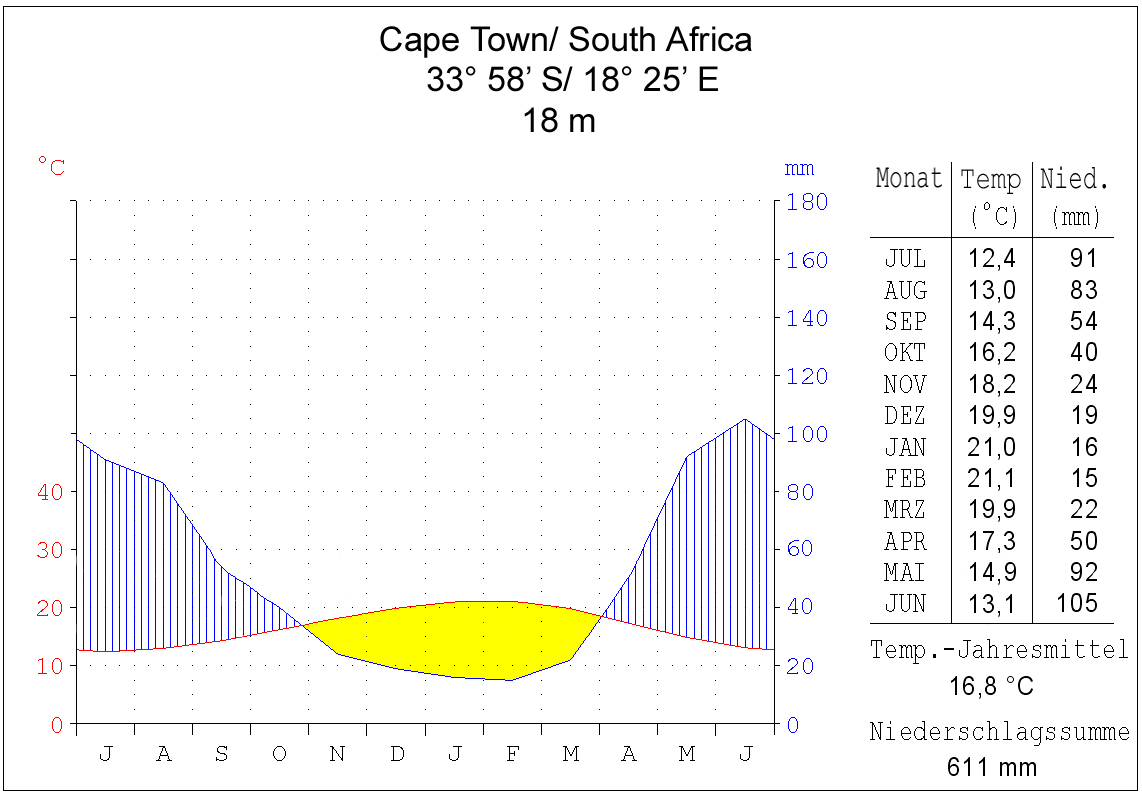
ケープタウンの年間気温

ケープ半島は地中海性気候でありはっきりとした季節がある。5月から9月まで続く冬には大西洋から寒冷前線が雨と強い北西風をもたらす。冬は寒く、平均最低気温は摂氏7℃。年間降水量の大半は冬に集中しているが、山がちな地形によって、特定箇所の総降水量は大幅に変化する。市の南部ニューランド郊外は南アフリカ共和国内で最も降水量が多い。峡谷部や海岸部の年間平均降水量は515ミリだが、山間部では1,500ミリにもなる。10月から3月まで続く夏は暑くて乾燥している。半島は東南から強い風をしばしば受けるが、これは「ケープ・ドクター」と呼ばれている。汚れを吹き飛ばし、空気を清浄にするからである。この東南風は南大西洋からケープタウンの西に張り出している南大西洋高気圧によるものである。夏の気温は温暖であり平均最高気温は26℃である。
| ケープタウン (1961–1990)の気候                 | ケープタウン (1961–1990)の気候 | ケープタウン (1961–1990)の気候 | ケープタウン (1961–1990)の気候 | ケープタウン (1961–1990)の気候 | ケープタウン (1961–1990)の気候 | ケープタウン (1961–1990)の気候 | ケープタウン (1961–1990)の気候 | ケープタウン (1961–1990)の気候 | ケープタウン (1961–1990)の気候 | ケープタウン (1961–1990)の気候 | ケープタウン (1961–1990)の気候 | ケープタウン (1961–1990)の気候 | ケープタウン (1961–1990)の気候 |
| 月                                             | 1月                            | 2月                            | 3月                            | 4月                            | 5月                            | 6月                            | 7月                            | 8月                            | 9月                            | 10月                           | 11月                           | 12月                           | 年                             |
| ---------------------------------------------- | ------------------------------ | ------------------------------ | ------------------------------ | ------------------------------ | ------------------------------ | ------------------------------ | ------------------------------ | ------------------------------ | ------------------------------ | ------------------------------ | ------------------------------ | ------------------------------ | ------------------------------ |
| 最高気温記録 °C （°F）                         | 39.3 (102.7)                   | 38.3 (100.9)                   | 40.7 (105.3)                   | 38.6 (101.5)                   | 33.5 (92.3)                    | 29.8 (85.6)                    | 29.0 (84.2)                    | 32.0 (89.6)                    | 33.1 (91.6)                    | 37.2 (99)                      | 39.9 (103.8)                   | 35.4 (95.7)                    | 40.7 (105.3)                   |
| 平均最高気温 °C （°F）                         | 26.1 (79)                      | 26.5 (79.7)                    | 25.4 (77.7)                    | 23.0 (73.4)                    | 20.3 (68.5)                    | 18.1 (64.6)                    | 17.5 (63.5)                    | 17.8 (64)                      | 19.2 (66.6)                    | 21.3 (70.3)                    | 23.5 (74.3)                    | 24.9 (76.8)                    | 22.0 (71.6)                    |
| 日平均気温 °C （°F）                           | 20.4 (68.7)                    | 20.4 (68.7)                    | 19.2 (66.6)                    | 16.9 (62.4)                    | 14.4 (57.9)                    | 12.5 (54.5)                    | 11.9 (53.4)                    | 12.4 (54.3)                    | 13.7 (56.7)                    | 15.6 (60.1)                    | 17.9 (64.2)                    | 19.5 (67.1)                    | 16.2 (61.2)                    |
| 平均最低気温 °C （°F）                         | 15.7 (60.3)                    | 15.6 (60.1)                    | 14.2 (57.6)                    | 11.9 (53.4)                    | 9.4 (48.9)                     | 7.8 (46)                       | 7.0 (44.6)                     | 7.5 (45.5)                     | 8.7 (47.7)                     | 10.6 (51.1)                    | 13.2 (55.8)                    | 14.9 (58.8)                    | 11.4 (52.5)                    |
| 最低気温記録 °C （°F）                         | 7.4 (45.3)                     | 6.4 (43.5)                     | 4.6 (40.3)                     | 2.4 (36.3)                     | 0.9 (33.6)                     | −1.2 (29.8)                    | −1.3 (29.7)                    | −0.4 (31.3)                    | 0.2 (32.4)                     | 1.0 (33.8)                     | 3.9 (39)                       | 6.2 (43.2)                     | −1.3 (29.7)                    |
| 降水量 mm （inch）                             | 15 (0.59)                      | 17 (0.67)                      | 20 (0.79)                      | 41 (1.61)                      | 69 (2.72)                      | 93 (3.66)                      | 82 (3.23)                      | 77 (3.03)                      | 40 (1.57)                      | 30 (1.18)                      | 14 (0.55)                      | 17 (0.67)                      | 515 (20.28)                    |
| 平均降水日数 （≥0.1 mm）                       | 5.5                            | 4.6                            | 4.8                            | 8.3                            | 11.4                           | 13.3                           | 11.8                           | 13.7                           | 10.4                           | 8.7                            | 4.9                            | 6.3                            | 103.7                          |
| % 湿度                                         | 71                             | 72                             | 74                             | 78                             | 81                             | 81                             | 81                             | 80                             | 77                             | 74                             | 71                             | 71                             | 76                             |
| 平均月間日照時間                               | 337.9                          | 297.4                          | 292.9                          | 233.5                          | 205.3                          | 175.4                          | 193.1                          | 212.1                          | 224.7                          | 277.7                          | 309.8                          | 334.2                          | 3,094                          |
| 出典1：World Meteorological Organization, NOAA |                                |                                |                                |                                |                                |                                |                                |                                |                                |                                |                                |                                |                                |
| 出典2：South African weather service           |                                |                                |                                |                                |                                |                                |                                |                                |                                |                                |                                |                                |                                |

## 政治

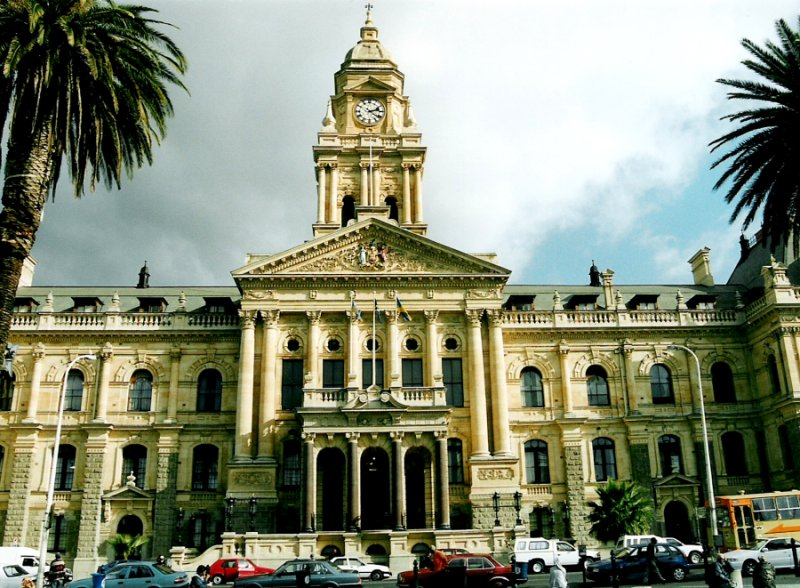
ケープタウン市役所

主要記事：City of Cape Town
ケープタウンが市制を施行したのはケープ植民地時代の1839年である。当時は現在の市の中心部に当たるシティ・ボウルと呼ばれる山に囲まれた円形の地区のみが市域であった。ケープ半島には10個の独立した自治体が存在していた。やがて市域の拡張などにより自治体は徐々にケープタウン市に併合されていったが、現在の市域が確定したのはアパルトヘイト廃止後の1994年のことだった。
ケープタウン市議会は定数221で、そのうち111議席は111選挙区からの小選挙区制で、残り110議席は比例代表制によって選出される。2006年から2009年までは民主同盟党首であるヘレン・ツィレが市長をつとめ、2009年総選挙でツィレが西ケープ州首相に転ずると、市長には同党のパトリシア・デ・リールが就任した。ケープタウンは最大野党民主同盟（DA）の牙城であり、市議会の過半数を占めるとともに、国政選挙においても民主同盟の最大の地盤となっている。これは、与党アフリカ民族会議が黒人主体の政党であり、ケープタウンの人口の多数を占めるカラードからの支持が弱いこと、および民主同盟がカラードから最も支持を受けている政党であることによる。2011年5月18日に行われた地方選挙においても、民主同盟は221議席中135議席を獲得して過半数を大きく超え、引き続き最大政党となった。国政の与党であるアフリカ民族会議（ANC)は73議席を獲得した。

## 人口統計
| 母語話者（ケープタウン大都市圏 2011年） | 母語話者（ケープタウン大都市圏 2011年） | 母語話者（ケープタウン大都市圏 2011年） | 母語話者（ケープタウン大都市圏 2011年） | 母語話者（ケープタウン大都市圏 2011年） |
| --------------------------------------- | --------------------------------------- | --------------------------------------- | --------------------------------------- | --------------------------------------- |
|                                         |                                         |                                         |                                         |                                         |
| アフリカーンス語                        | アフリカーンス語                        |                                         | 35.69%                                  | 35.69%                                  |
| コーサ語                                | コーサ語                                |                                         | 29.82%                                  | 29.82%                                  |
| 英語                                    | 英語                                    |                                         | 28.40%                                  | 28.40%                                  |
| その他                                  | その他                                  |                                         | 2.91%                                   | 2.91%                                   |

| <1 /km² 1–3 /km² 3–10 /km² 10–30 /km² 30–100 /km² |  | 100–300 /km² 300–1000 /km² 1000–3000 /km² >3000 /km² |

ケープタウン大都市圏内の人口密度図

ケープタウン大都市圏各地区の使用言語図(2001年)
アフリカーンス語
英語
コーサ語
優勢言語なし

2001年南アフリカ国勢調査によれば、ケープタウンの人口は2,893,251人である。公式世帯数759,767のうち87.4%が水洗あるいは化学処理トイレを持ち、94.4%が週1回以上の自治体によるゴミ収集を受け、80.1%の世帯が主なエネルギー源として電気を用いている。16.1%の世帯が独身である。
人口の48.13%をカラードが占めており、次いで黒人が31%、白人が18.75%、アジア系が1.43%である。24歳以下が46.6%で65歳以上が5%であり、中央値が26歳。100人の女性に対して男性は92.4人。市街地に住む19.4%が失業しており、失業者の58.3%が黒人、38.1%がカラード、3.1%が白人で、0.5%がアジア系である。ケープタウンに住む黒人の大半がコーサ人であるが、これは彼らがバントゥー系最南端に住む民族であり、もともとの居住域であるトランスカイやシスカイなどのホームランドからケープタウンが近かったからである。
2011年の国勢調査によると、ケープタウン大都市圏居住者の35.69%の母語がアフリカーンス語であり、29.82%がコサ語、28.40%が英語、2.91%がその他の言語となっている。中心部にある旧ケープタウン市地域（人口433,688人）では英国植民地の歴史が長いことや、国際都市でもあるために英語を母語とする住民が67.68%と圧倒的に多く、アフリカーンス語は22.53%と少ない。また、喜望峰があるケープ半島地域なども英語が優勢な地域である。南アフリカ政府の英語一本化政策により、アフリカーンス語の公用語の地位が形骸化したことによってアフリカーンス語の看板や広告、標識などは減少傾向にあるために、印象では世界最大のアフリカーンス語人口を誇る都市という実態とは乖離しつつあるが、郊外ではアフリカーンス語が圧倒的に優勢であり、アフリカーナーとカラードを中心に大多数の人がアフリカーンス語を使って生活している。また、コサ語もコーサ人が多く住む地域で使われている。
居住者の76.6%がキリスト教徒であり、10.7%が無宗教、9.7%がムスリム、0.5%がユダヤ教徒、0.2%がヒンズー教徒、2.3%が他の宗教もしくは不特定な信仰をもっている。
20歳以上で4.2%の市民が教育をまったく受けていない。11.8%はなんらかの形で小学校に行ったことがあり、7.1%は小学校のみ卒業し、38.9%はなんらかの中等教育を受け、25.4%が高校までは卒業し、12.6%がそれ以上の教育を受けている。20歳から65歳の中央年収額は25774ランド、男性に限れば中央年収額は28406ランド、女性に限れば22265ランドである。

## 産業
ケープタウンはヨハネスブルグ＝プレトリアについで南アフリカ第2の経済規模を持つ大都市圏であり、アフリカ全体でも3位の経済圏である。南アフリカ国会や西ケープ州政府などの行政機能の集積による経済面での効果も大きい。移住者が多いため不動産市場及び建設市場が活況を呈しており、2010年FIFAワールドカップの開催はそれをさらに促進した。
ケープタウンは世界の海上交通上の要衝であり、船舶が集まるため、多くの造船会社や海運業者がオフィスを構えている。船舶の修繕も主要産業の一つである。
ケープタウン周辺は温暖な気候と適度な降雨に恵まれ、果物や農産物の一大産地となっている。近郊のステレンボッシュを中心とするワイン生産地帯で生産されたケープ・ワインは、近年世界市場で高く評価されるようになり、輸出が増加している。こういった農産物や食料品の集散地・輸出港としてもケープタウンは重要である。
また、ケープタウン西の海は南方から流れてくる寒流のベンゲラ海流と、東から流れてくる暖流のモザンビーク海流とが合流する潮目であり、世界有数の好漁場となっている。そのため漁業も盛んであり、特に日本の遠洋漁業船団の一大拠点となっている。

## 治安
アパルトヘイト撤廃後、ケープタウンにも国内や周辺諸国から大量の住民が流入したが、彼らの多くは職を得られず、治安が急速に悪化した。ヨハネスブルグほどの治安悪化は見られず、昼間なら徒歩での外出も可能ではあるものの、犯罪は増加している。日本の外務省からは、市の中心部（シティ・ボウルおよび北西部）ならびに市東部の貧困層が多く住むケープ・フラッツ地区には注意喚起が発出されている。一方、ケープ半島や内陸部郊外の農村地帯の治安は比較的良好である。

## 交通

### 空路
ケープタウン国際空港は国際線と国内線が発着する南アフリカ第2の空港であり、ケープ地区への旅行者にとっての主要玄関口である。ほとんどの国内都市への直行便が出ており、多くの国際都市にも直行便が出ている。
2010 FIFAワールドカップへの下準備として、増加が見込まれる観光客をさばくためにケープタウン国際空港は2006年6月に拡張されている。巨大な新駐車場、改造された国内線到着ターミナルと新しい国際線ターミナルがその改修内容である。手荷物関係の施設も拡張され、更地がオフィスやホテルに変貌している。
このケープタウン国際空港はアフリカの先進的空港として国際旅行大賞（en:World Travel Awards）を受賞した。

### 海路
地図帳には、ロンドン、ニューヨーク、リオデジャネイロ、ブエノスアイレス、メルボルン、シンガポール、コロンボ、ムンバイ、アデンなどへの航路が記載されている。ケープタウン港はダーバンに次ぐこの国第2の港であり、アフリカ大陸最南端の港としての地理的な重要性は非常に高い拠点港である。また。遠洋漁業の中心ともなっており、ケープタウン港には日本のマグロ漁船が多く立ち寄る。

### 鉄道

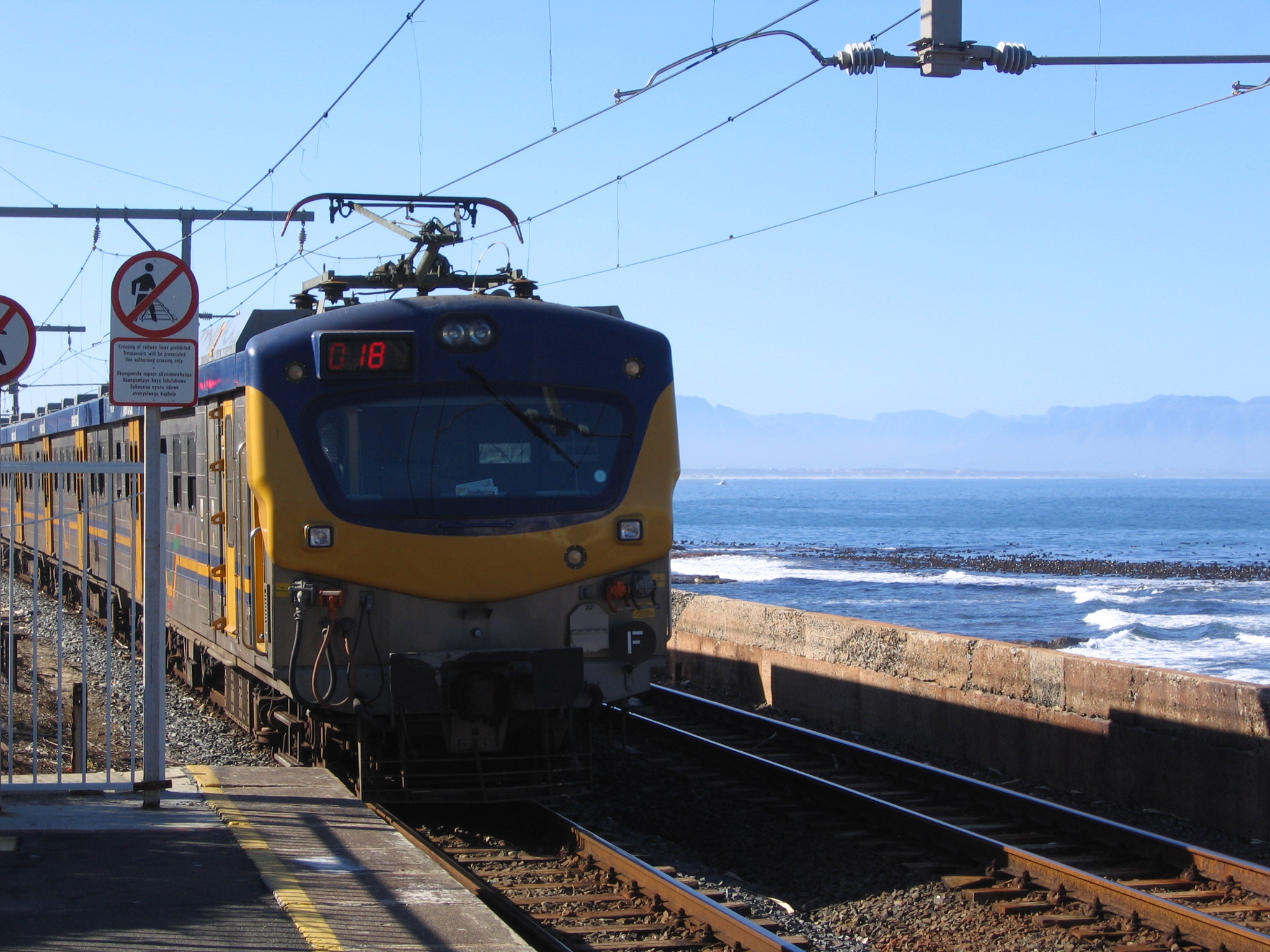
観光に便利なメトロレール。ケープ半島にあるコーク・ベイ駅にて。

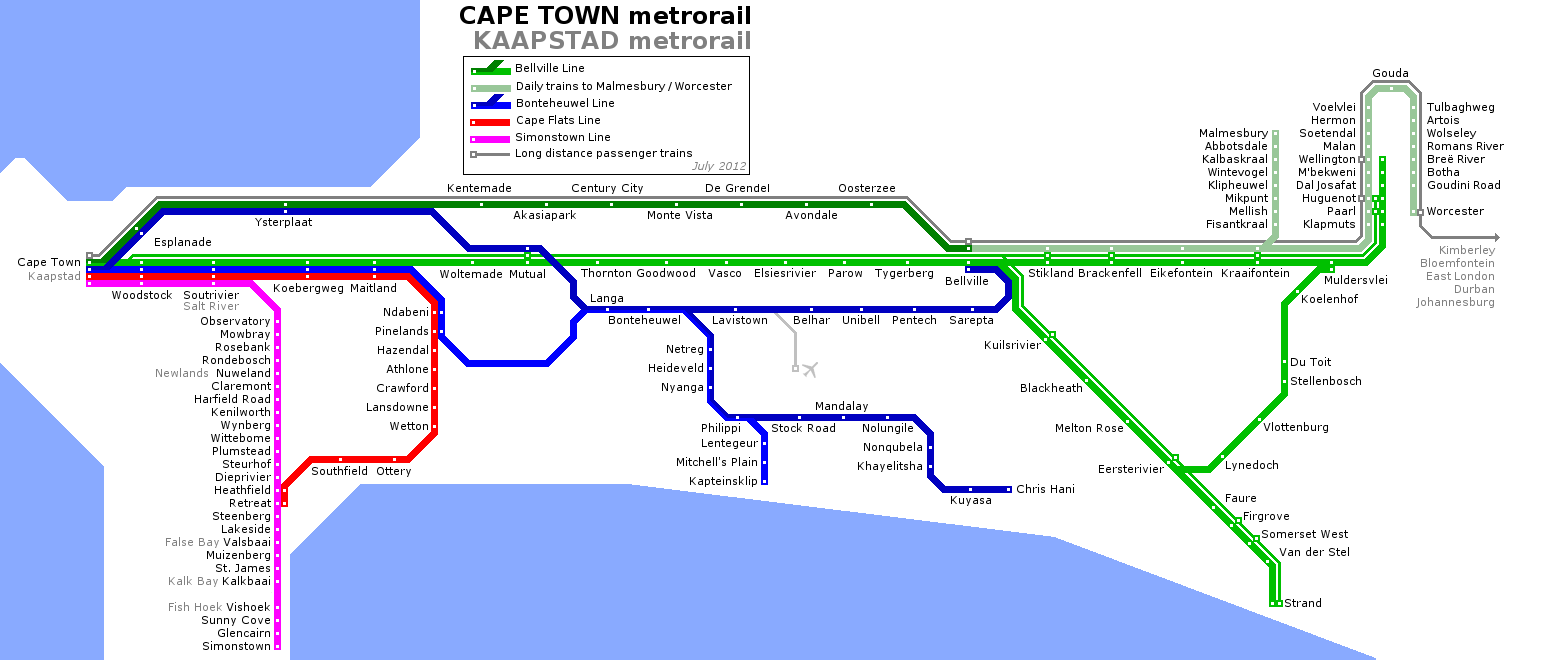
ケープタウン地域鉄道路線図

南アフリカ旅客鉄道公社のケープタウン駅があり、ブルートレインやロボスレイルなどの超高級列車が発着する。
一方、メトロレールの運行する喜望峰への観光拠点であるサイモンズタウンや風光明媚なワインランド地域のステレンボッシュ、パール、ウェリントンなどを代表とする近郊都市への近距離列車も運行されており、ヨハネスブルクのメトロレールとは違いケープフラッツ線や中央線などのタウンシップを走るような一部の路線を除けば比較的安全に利用でき、白人層も含めて多くの市民の通勤通学の足となっている他、ツアーバスに比べると料金もはるかに格安であることからケープ半島の南部線やワインランド方面へ行く北部線などは外国人観光客の利用もごく一般的であり、政府としても積極的な利用を呼び掛けている。しかし、便利な交通機関として日本のガイドブックなどに掲載されることは、依然として無いか、あった場合でも利用を推奨しない旨の記述も見られる。
ケープタウン駅は、長距離バスやミニバスなどの発着場ともなっており、ケープタウンの交通のターミナルとなっている。また、テーブルマウンテンのふもとから頂上まではロープウェイが運行している。

### バス
長距離バスは、インターケープ、トランスラックス、グレイハウンドの3社が運行しており、ケープタウン駅より全国各地に路線を運行している。市内バスはゴールデンアローバス社が運行しており、同社の路線のない地域にはミニバスが多数運行している。

### 道路
ケープタウンは3つのナショナルロードの基点となっている。N1国道はケープタウンからまっすぐ北東へと向かい、オレンジ自由州の州都ブルームフォンテーン、南アフリカ最大の都市ヨハネスブルグ、首都プレトリア、リンポポ州の州都ポロクワネを通り、国の北端に近いベートブリッジまで続いてジンバブエへと抜ける。N2国道はケープタウンから海岸沿いにまっすぐ東へと向かい、東ケープ州の州都ポートエリザベス、グラハムズタウン、ビショ、イーストロンドン、ウムタタ、ダーバンを通ってムプマランガ州のエルメロまで伸びる。N7国道はケープタウンからまっすぐ北へと向かい、スプリングボックを通って北ケープ州のヴィオールズドリフからナミビアへと抜ける。

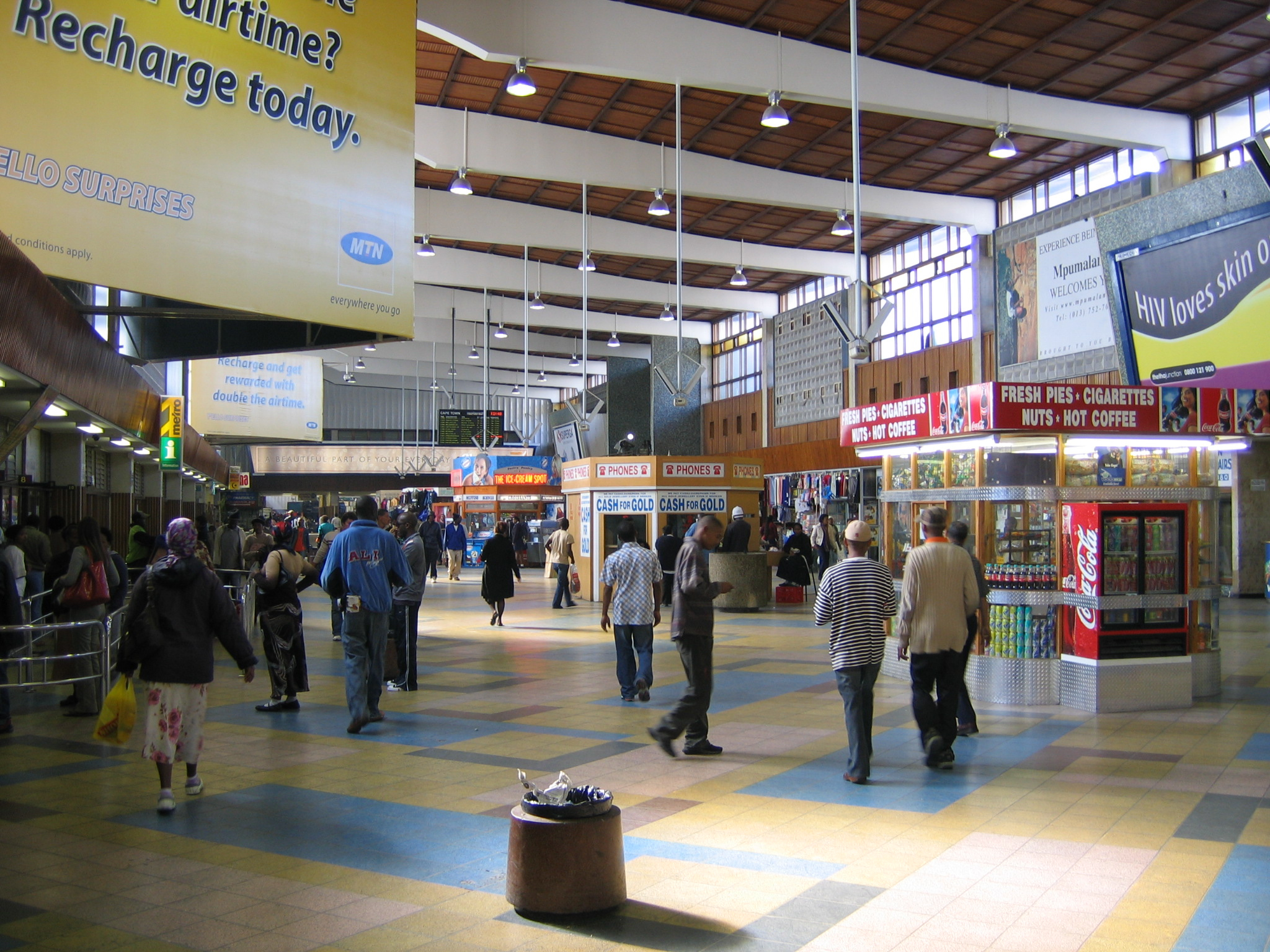
ケープタウン駅
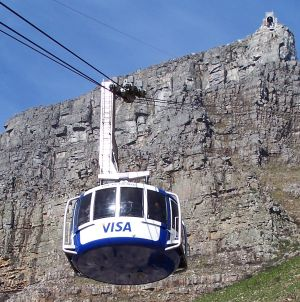
ロープウェイ
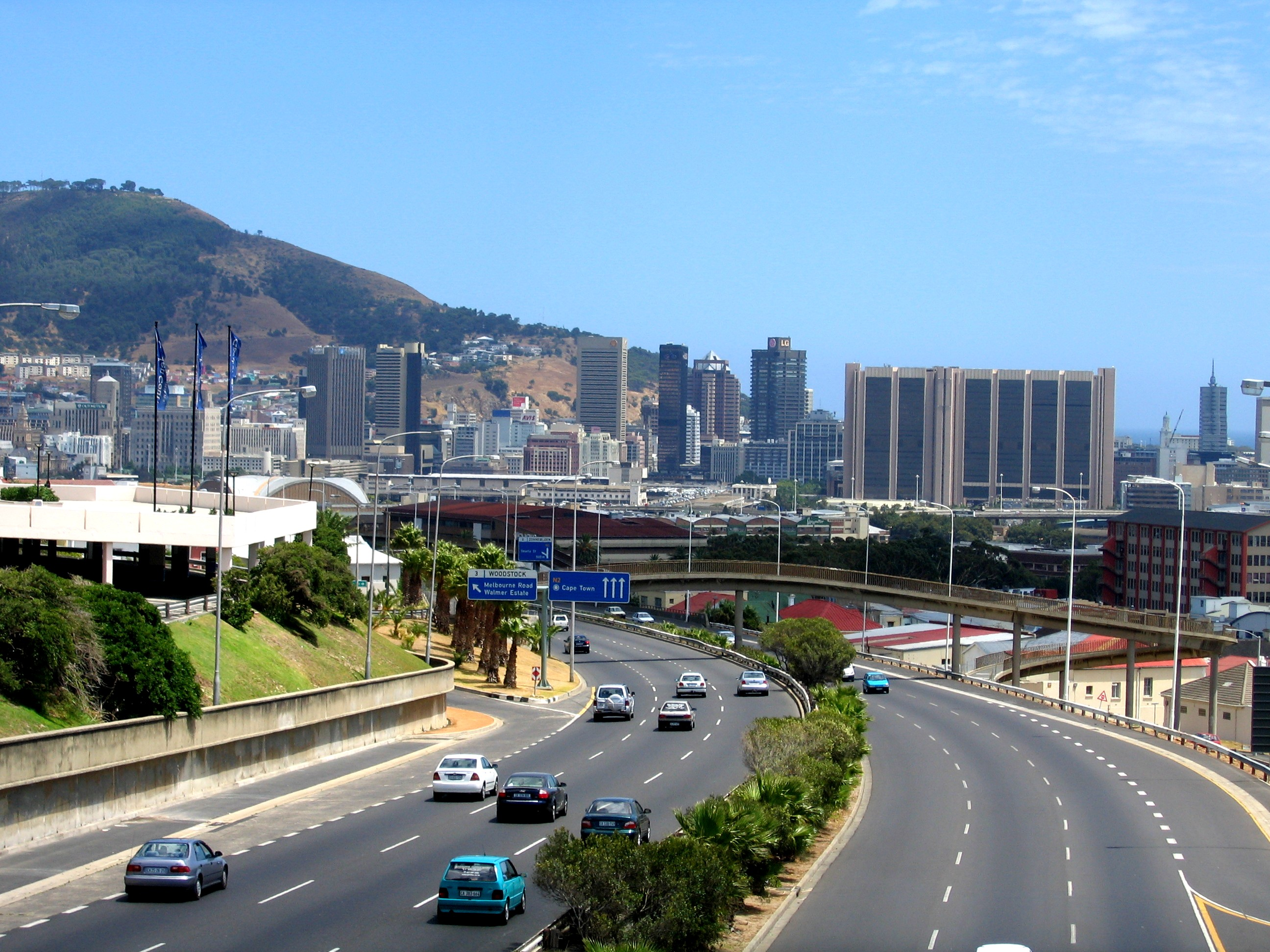
N2
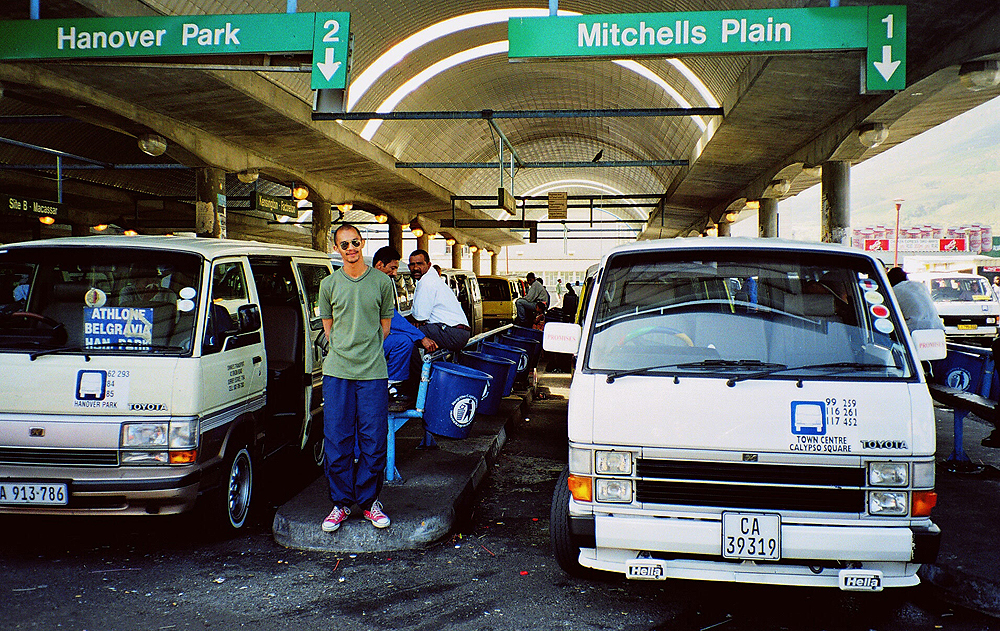
タクシー乗降場 （ケープタウン駅前）

## 観光
気候の良さ、地理条件、比較的良く整ったインフラ、ヨハネスブルクほど劣悪ではない治安情勢などから、ケープタウンはおそらく南アフリカでもっとも人気のある観光地である。 この都市は観光客を引きつけるいくつかの良く知られた自然環境に恵まれている。もっとも著名なのがテーブルマウンテン であり、テーブルマウンテン国立公園の一部をなしていると同時に市街地の背後に立っている。この山にはハイキングでもケーブルカーでも登ることができる。ケープ岬はケープ半島の見事な岬角である。 多くの観光客はノードホークとホウト湾を結ぶ狭いチャップマン・ピーク・ドライブをドライブして大西洋と山々の眺めを楽しむ。テーブルマウンテンと市街地を間近に見ることができるシグナルヒルは車でもハイキングでも登ることができる。
多くの観光客はケープタウンのビーチもよく訪れるが、これらは地元民にも人気の場所である。一日のうちに異なる雰囲気を持つ様々なビーチに行くことができるのである。大西洋側のビーチの水は概して冷たいが、これは南極大陸の氷河の氷が解けて運ばれてくるからである。フォルス湾の海岸はしばしば10℃ほども暖かくなる。 どちらも人気があるが、裕福なCliftonや大西洋側のビーチは、レストランやカフェが多い。ことにキャンプス湾のビーチへの商店街はレストランやバーで活気が溢れている。サイモンズ・タウン近くのボルダー・ビーチはケープペンギンのコロニーで有名。 サーフィンは人気があり、サーフィンの競技会en:Red Bull Big Wave Africaを市は毎年開催している。
いくつかの注目すべき文化施設もある。ケープタウン港の波止場の上にあるビクトリア&アルフレッド・ウォーター・フロントは市で一番の人気ショッピング街であり、数百の商店と海洋水族館がある。 このV&Aは現役の港に隣接し訪問者は船が出入りするのを眺めることができるのが魅力である。ここにはネルソン・マンデラ・ゲートウェイというのもあって、ここからロベン島へのフェリーが出ている。（ノーベル平和賞受賞者ネルソン・マンデラは政治犯としてこの島の監獄に長く収監されていた。） また、ホウト湾、サイモンズタウン、ケープ毛アザラシのコロニーなどへのフェリーも出ている。ケープ草原、カラードのタウンシップ、カヤリシャのタウンシップなどへのツアーは数社が出している。ケープタウンのタウンシップで一泊するというオプションもある。安全で本物のアフリカの夜を過ごせるB&B（朝食付き簡易宿泊所）も幾らかはある。

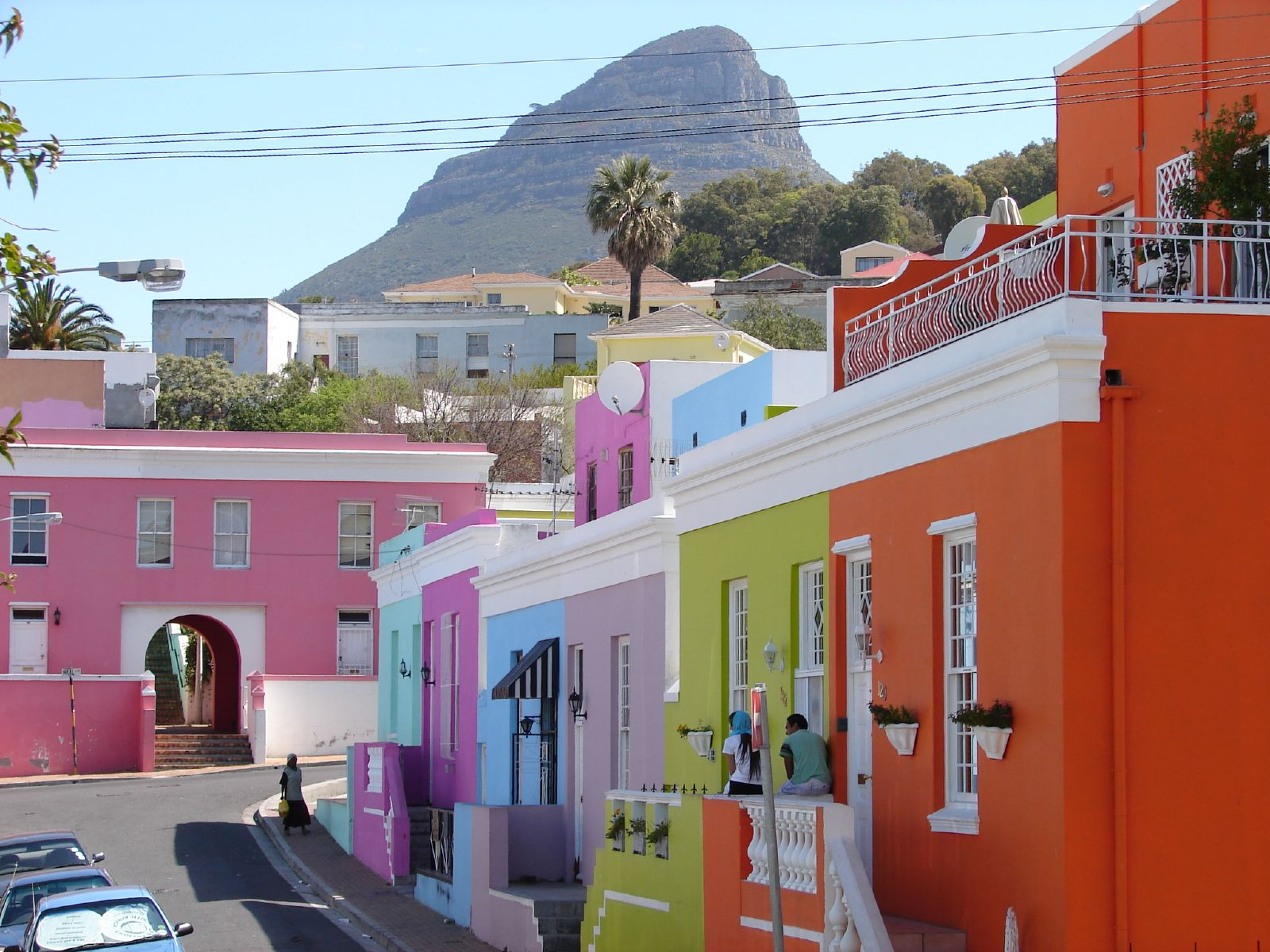
ボ・カープ
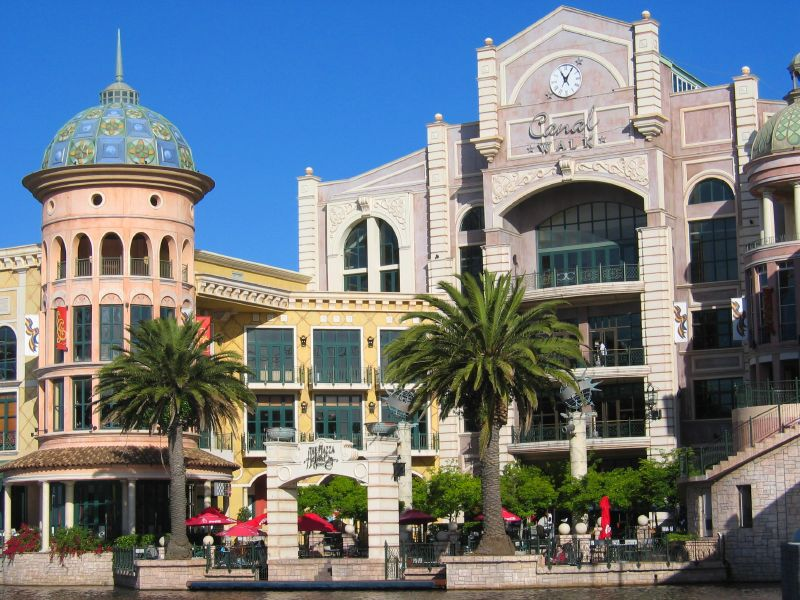
キャナル・ウォーク

ケープタウンは建築遺産でも見所があり、世界の中でもっともケープ・オランダスタイルの建物の密度が高い場所である。これはオランダ、フランス、ドイツ建築の混淆でありコンスタンシアのビジネス地区の古い政府関係の建物やロング・ストリートに沿って顕著に見られる。 The annual ケープタウン吟遊詩人カーニバル、アフリカーンス語ではKaapse Klopseは毎年行われる規模の大きな 吟遊詩人のフェスティバルであり、1月2日（"Tweede Nuwe Jaar"：アフリカーンス語で「2番目の新年」）に開かれる。参加チームは鮮やかな色のコスチュームに身を包み色の付いた傘を持つか楽器を演奏する。アートスケープ・シアター・センターがケープタウンにおけるこのパフォーマンス芸術のメイン会場である。
そのほか、ケープ地方は美しいワイン農園が多くあることでも知られており、近郊のステレンボッシュ、パール、ウェリントン、ウースター周辺はワインランドとも呼ばれている。この地域の観光拠点となるのもケープタウンであり、鉄道で容易にアクセスが可能である。
景観地
- テーブルマウンテン
- 喜望峰
- ロベン島

建造物
- キャッスル・オブ・グッドホープ
- ボ・カープ

商業施設
- ビクトリア&アルフレッド・ウォーター・フロント
- キャナル・ウォーク

- ボ・カープ
- キャナル・ウォーク

## 教育

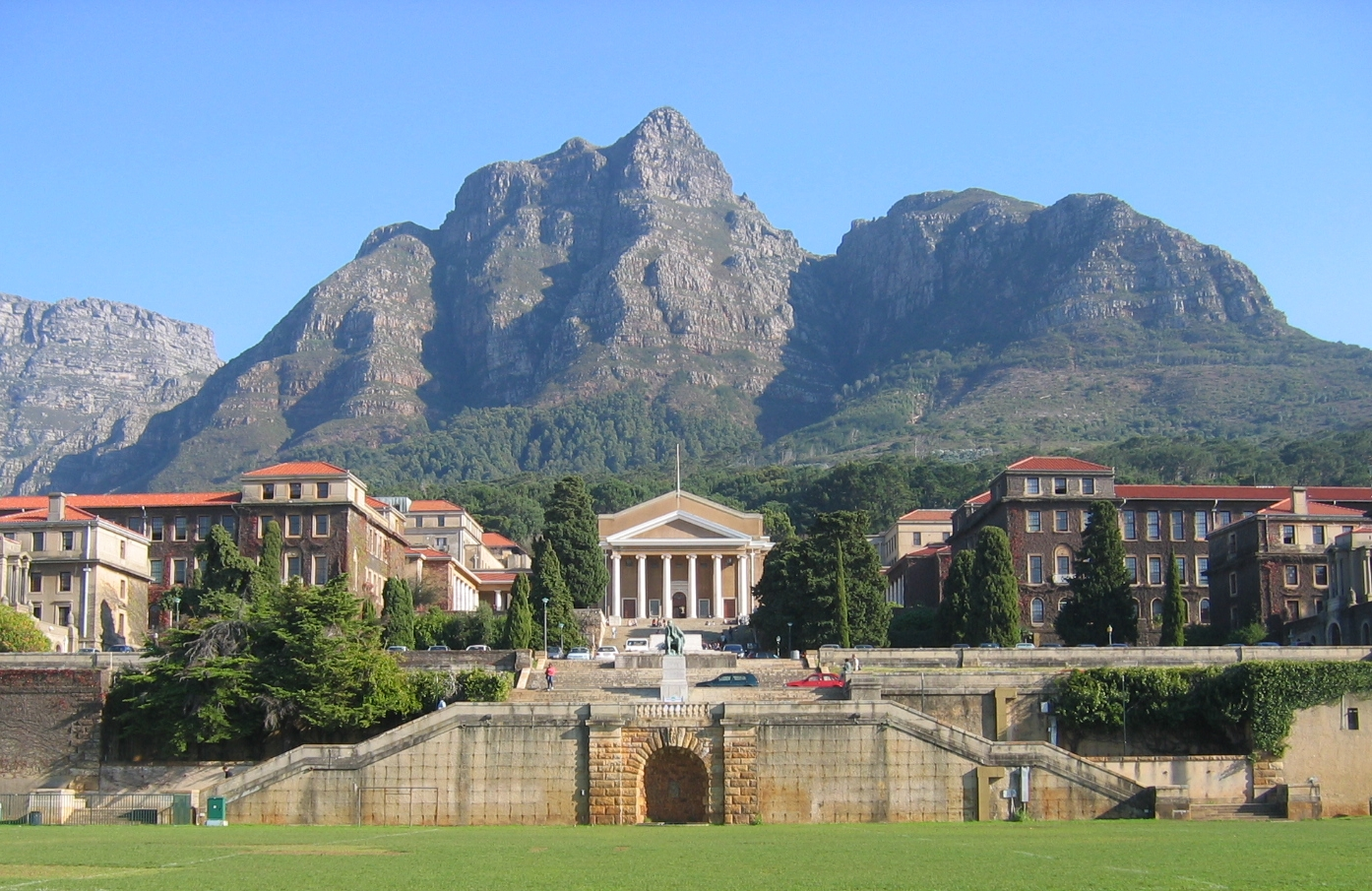
ケープタウン大学のメインキャンパス

ケープタウン市内には、1829年に創設されたアフリカ最古の大学であるケープタウン大学と、アパルトヘイト下の1957年にカラード専用の大学として設立された西ケープ大学、さらに1920年に設立されたケープ・テクニコンと1962年に設立されたペニンシュラ・テクニコンを2005年に合併改組したケープ・ペニンシュラ科学技術大学の三つの大学がある。

## スポーツ
ケープタウンでは、サッカー、ラグビー、クリケットなどさまざまなスポーツが盛んである。サッカーでは、プレミアサッカーリーグのチームとして、アヤックス・ケープタウンFCとサントスFCの2チームが存在する。ラグビーでは、ユナイテッドラグビーチャンピオンシップのストーマーズとウェスタン・プロヴィンスが市内のニューランズ・スタジアムに本拠を置いている。市中心部のグリーン・ポイントにあるケープタウン・スタジアムは2010 FIFAワールドカップの会場のひとつとして建設され、予選及び準決勝がおこなわれた。2011年からはアヤックス・ケープタウンFCの本拠地として使用されている。他にも、アスローン・スタジアムや、クリケット用のニューランズ・クリケット・グラウンドが存在する。

## 友好都市
- - ニース（フランス）[31]
- - ハイファ（イスラエル）[32]
- - アーヘン（ドイツ）[33]
- - サンクトペテルブルク（ロシア）[34]
- - 杭州市（中華人民共和国）[35]
- - アントウェルペン（ベルギー）